# Linea (planetaire geologie)

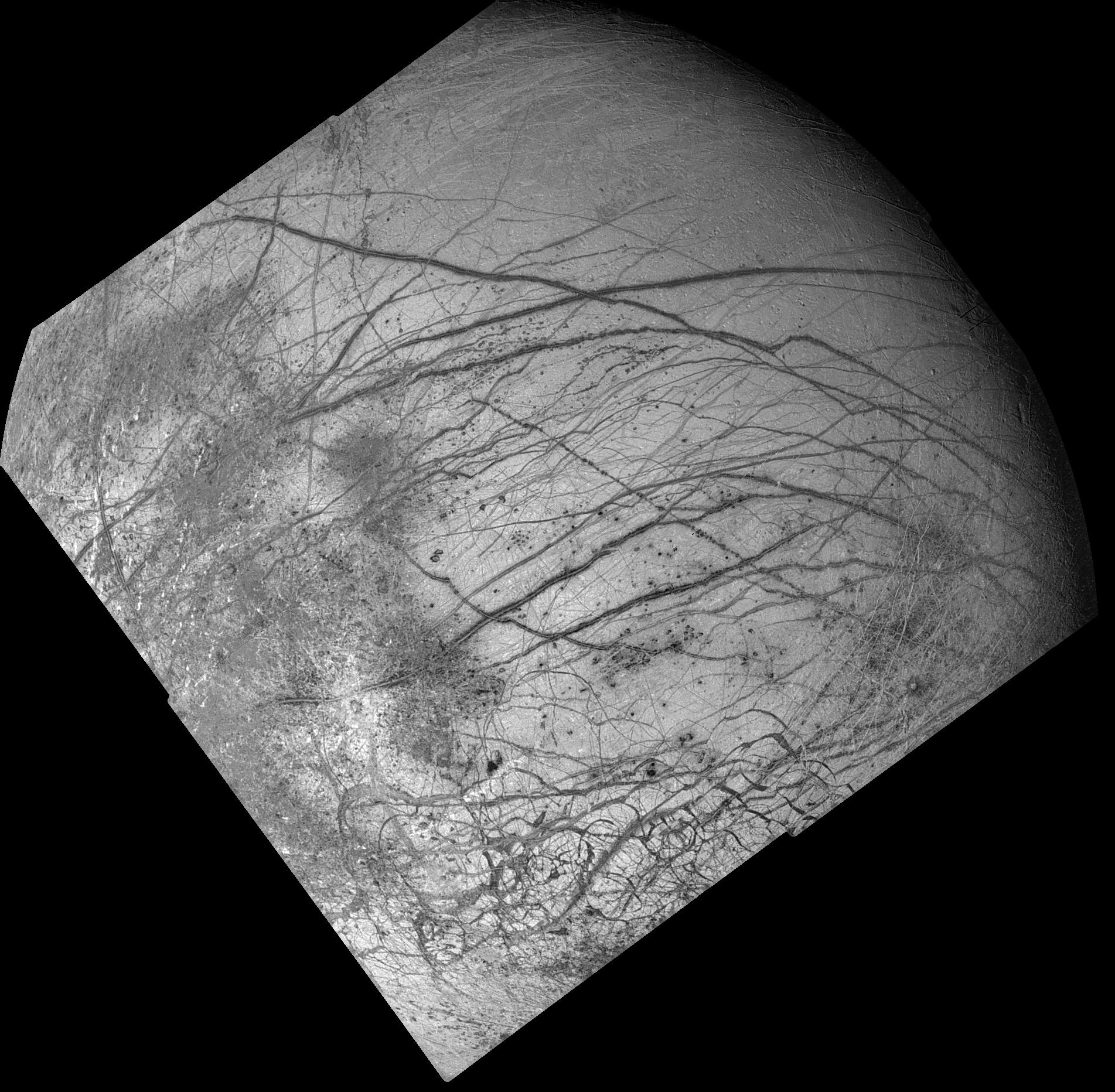
Donkere banden, kriskras op Jupiters maan Europa (opname van de ruimtesonde Galileo).

Een linea (meervoud: lineae) is het Latijns woord voor "lijn" en wordt in de planetaire nomenclatuur gebruikt om een lange markering, zowel donker als helder, aan te duiden op het oppervlak van een buitenaards lichaam, zoals een planeet of maan.
De planeet Venus en de maan Europa van Jupiter hebben talrijke lineae, Pluto en de maan Rhea van Saturnus hebben er enkele.

## Naamgeving
De Internationale Astronomische Unie (IAU) gebruikt de volgende conventies voor het benoemen van lineae:
- Venus: namen van oorlogsgodinnen.
- Europa: personages en plaatsen uit de legendes van Kadmos en Europa, of belangrijke megalithische steenrijen gebouwd door de neolithische volkeren van Groot-Brittannië en Frankrijk.
- Pluto: ruimtemissies en ruimtevaartuigen.
- Rhea: plaatsen uit scheppingsmythen.

## Lineae op Venus
- Agrona Linea
- Antiope Linea
- Badb Linea
- Breksta Linea
- Discordia Linea
- Guor Linea
- Hippolyta Linea
- Jokwa Linea
- Kalaipahoa Linea
- Kara Linea
- Lampedo Linea
- Molpadia Linea
- Morrigan Linea
- Penardun Linea
- Sarykyz Linea
- Sui-ur Linea
- Thaukhud Linea
- Veleda Linea
- Virtus Linea

## Lineae op Europa
- Adonis Linea
- Agave Linea
- Agenor Linea
- Alphesiboea Linea
- Androgeos Linea
- Argiope Linea
- Asterius Linea
- Astypalaea Linea
- Autonoë Linea
- Belus Linea
- Butterdon Linea
- Cadmus Linea
- Chthonius Linea
- Corick Linea
- Drizzlecomb Linea
- Drumskinny Linea
- Echion Linea
- Euphemus Linea
- Glaukos Linea
- Harmonia Linea
- Hyperenor Linea
- Ino Linea
- Katreus Linea
- Kennet Linea
- Libya Linea
- Mehen Linea
- Merrivale Linea
- Minos Linea
- Onga Linea
- Pelagon Linea
- Pelorus Linea
- Phineus Linea
- Phoenix Linea
- Rhadamanthys Linea
- Sarpedon Linea
- Sharpitor Linea
- Sparti Linea
- Staldon Linea
- Tectamus Linea
- Telephassa Linea
- Thasus Linea
- Thynia Linea
- Tormsdale Linea
- Udaeus Linea
- Yelland Linea

## Lineae op Pluto
Dit is een lijst van onofficiële namen gekozen door het New Horizons-team.
- Chandrayaan Linea
- Luna Linea
- Yutu Linea

## Lineae op Rhea
- Kirinyaga Linea
- Kunlun Linea